# Jofre Mateu
Jofre Mateu González, más conocido como Jofre (Alpicat, Lérida, 24 de enero de 1980) es un exfutbolista español que jugaba como extremo o mediocentro ofensivo.

## Trayectoria
Comenzó su trayectoria en el fútbol profesional en el equipo filial del FC Barcelona, el Barcelona B, en Segunda División. Aquel año Jofre debutó en primera división de la mano de Louis Van Gaal, en el último partido de liga de la temporada 1997-98, contra el UD Salamanca. Consiguió anotar el único tanto azulgrana, que perdió por un sorprendente 1 a 4. El Barcelona ya tenía asegurado el título de liga.
Las dos siguientes temporadas las pasó jugando con el equipo filial en 2.ªB y entrenándose con el primer equipo. El Mallorca se interesó por el jugador y consiguió su cesión con opción de compra para la temporada 2000/2001. Sin embargo no consiguió convencer a los técnicos baleares y no llegó a debutar con el primer equipo de Palma.
La temporada 2001/2002 regresó a Barcelona y volvió a jugar en primera división gracias a la confianza de Carles Rexach. No obstante no disponía de minutos de juego ya que su puesto estaba ocupado por jugadores como Cocu o Rivaldo, los cuales no dejaban sitio para jóvenes promesas. El Levante UD fichó al jugador catalán para la temporada 2002/2003.
Jofre fue una pieza clave en el ascenso del club valenciano la temporada siguiente (2003/2004) a la máxima categoría. Muchos equipos de primera se hicieron eco de ello y tentaron a Jofre, pero el Levante apostó fuerte por él y lo tuvo en sus filas una temporada más. Tras el descenso de los granotes, el jugador quedaba libre y ficha por el RCD Espanyol por dos temporadas, con opción a dos más.
En el Espanyol no tuvo demasiadas oportunidades con Miguel Ángel Lotina aunque llegó a ser clave en el campeonato de Copa del Rey que los pericos terminaron ganando ese año. Con el fichaje de Moha, procedente del Osasuna, el club barcelonense declara transferible a Jofre, que ficha por el Real Murcia de segunda división. Con los pimentoneros logra el ascenso a primera división en la temporada 2006/2007, de la mano del técnico Lucas Alcaraz.
Tras dos temporadas en el Murcia, y habiendo descendido el club a la segunda división, rescinde su contrato y ficha libre por el Rayo Vallecano, histórico club de Madrid que vuelve a segunda división. Tras dos temporadas en el equipo de Vallecas, Jofre rescinde su contrato y el 4 de agosto de 2010 se convierte en nuevo jugador del Real Valladolid para las próximas dos temporadas.
En 2012 y después de ascender con el Real Valladolid queda libre y ficha por Girona FC.
En el año 2014 ficha por el Atlético de Kolkata de la India.  Después de ganar la liga India con el Kolkata, es transferido al equipo FC Goa.

## Clubes
| Club                  | País   | Año       |
| --------------------- | ------ | --------- |
| F. C. Barcelona "B"   | España | 1997-2000 |
| R. C. D. Mallorca     | España | 2000-2001 |
| F. C. Barcelona       | España | 2001-2002 |
| Levante U. D.         | España | 2002-2005 |
| R. C. D. Espanyol     | España | 2005-2006 |
| Real Murcia C. F.     | España | 2006-2008 |
| Rayo Vallecano        | España | 2008-2010 |
| Real Valladolid C. F. | España | 2010-2012 |
| Girona F. C.          | España | 2012-2014 |
| Atlético de Kolkata   | India  | 2014-2015 |
| F. C. Goa             | India  | 2015-2016 |